# Новоградківка
Новогра́дківка (в минулому — Нойбург, нім. Neuburg) — село Дальницької сільської громади в Одеському районі Одеської області в Україні. Населення становить 1865 осіб.

## Географія

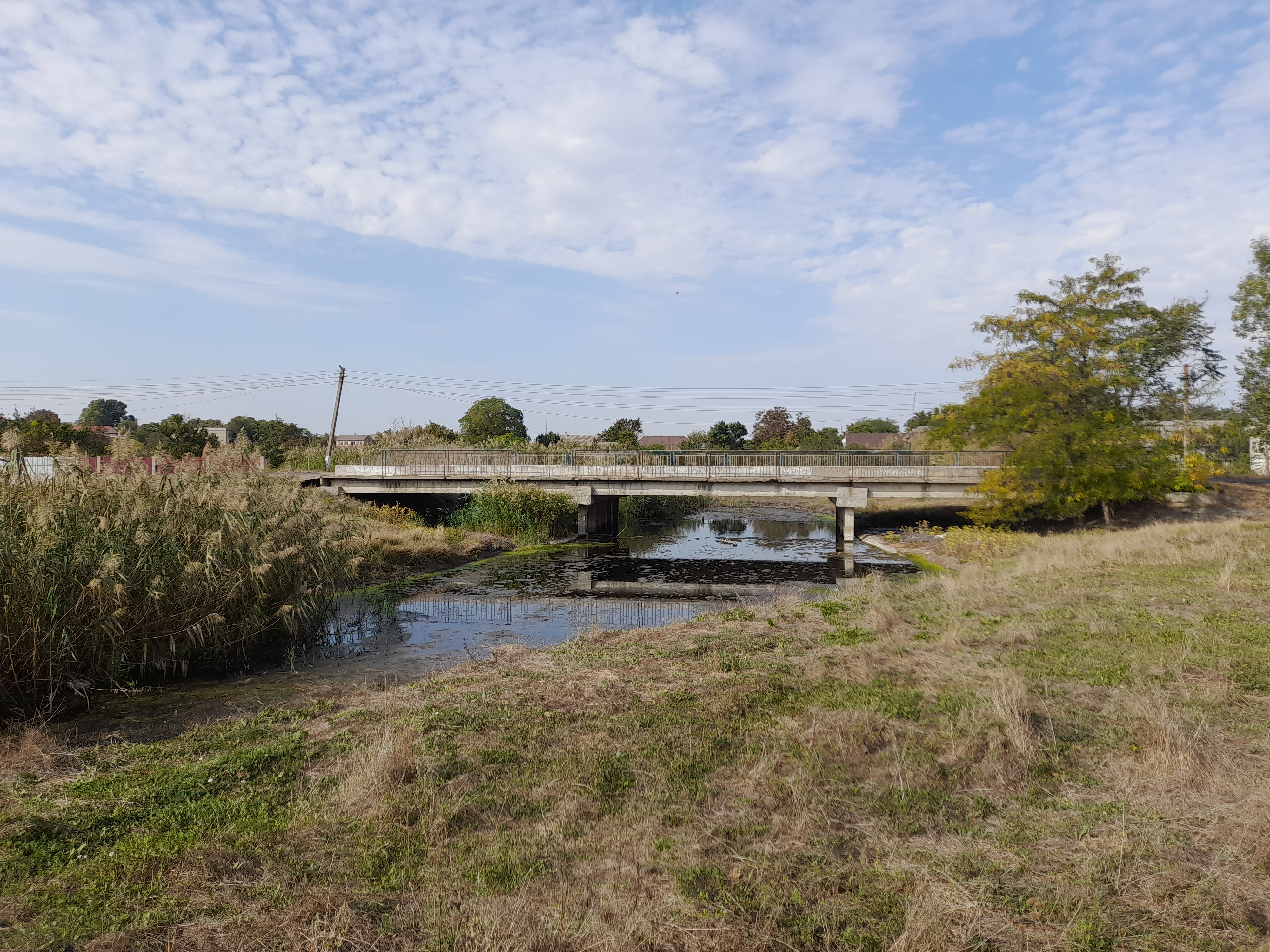
Міст через річку Барабой в селі

Село Новоградківка розташоване в центральній частині Одеського району на обох берегах річки Барабой. Відстань від села до Овідіополя — 20 км і за 15 км від залізничної станції Аккаржа.
Загальна площа території — 2806 га. Площа населеного пункту — 322 га (в межах поселення громадських вигонів та пасовиськ — 1418 га). Село межує на півдні з селом Доброолександрівкою, на півночі з селом Мар'янівкою, на заході — з Миколаївкою, а на сході — з Великодолинським.

## Історія

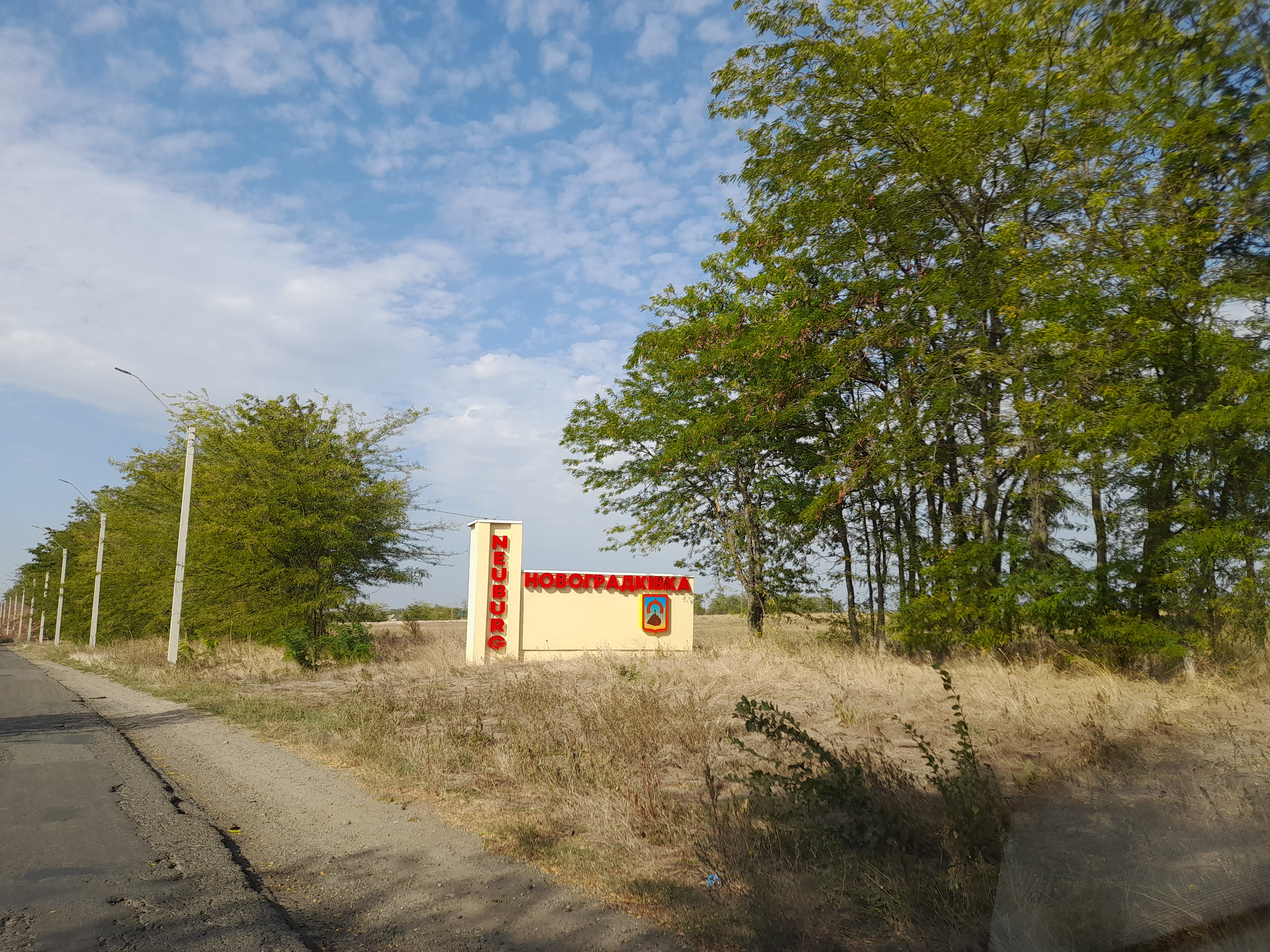
Стелла на в'їзді до села із написом німецькою - Neuburg

Новоградківка заснована як німецька колонія Нойбург (нім. Neuburg — Нове місто) у 1805 році. Громада села володіла близько 3000 дес. земельних угідь (XIX—XX ст.), які тягнулася вузькою смугою від правого берега річки Аккаржанка до берега Карагольської затоки Дністровського лиману. У 1827 році площа ділянки Нойбурга становила 2954 дес. саж. придатної та 210 дес. непридатної землі.
Станом на 1886 у німецькій колонії Нойбург Грос-Лібентальської волості Одеського повіту Херсонської губернії мешкало 1476 осіб, налічувалось 110 дворових господарств, існували кірха та школа.
У 1896 році Нойбург було перейменовано, на честь брата імператора Миколи II великого князя Володимира Олександровича, у Володимирівку.

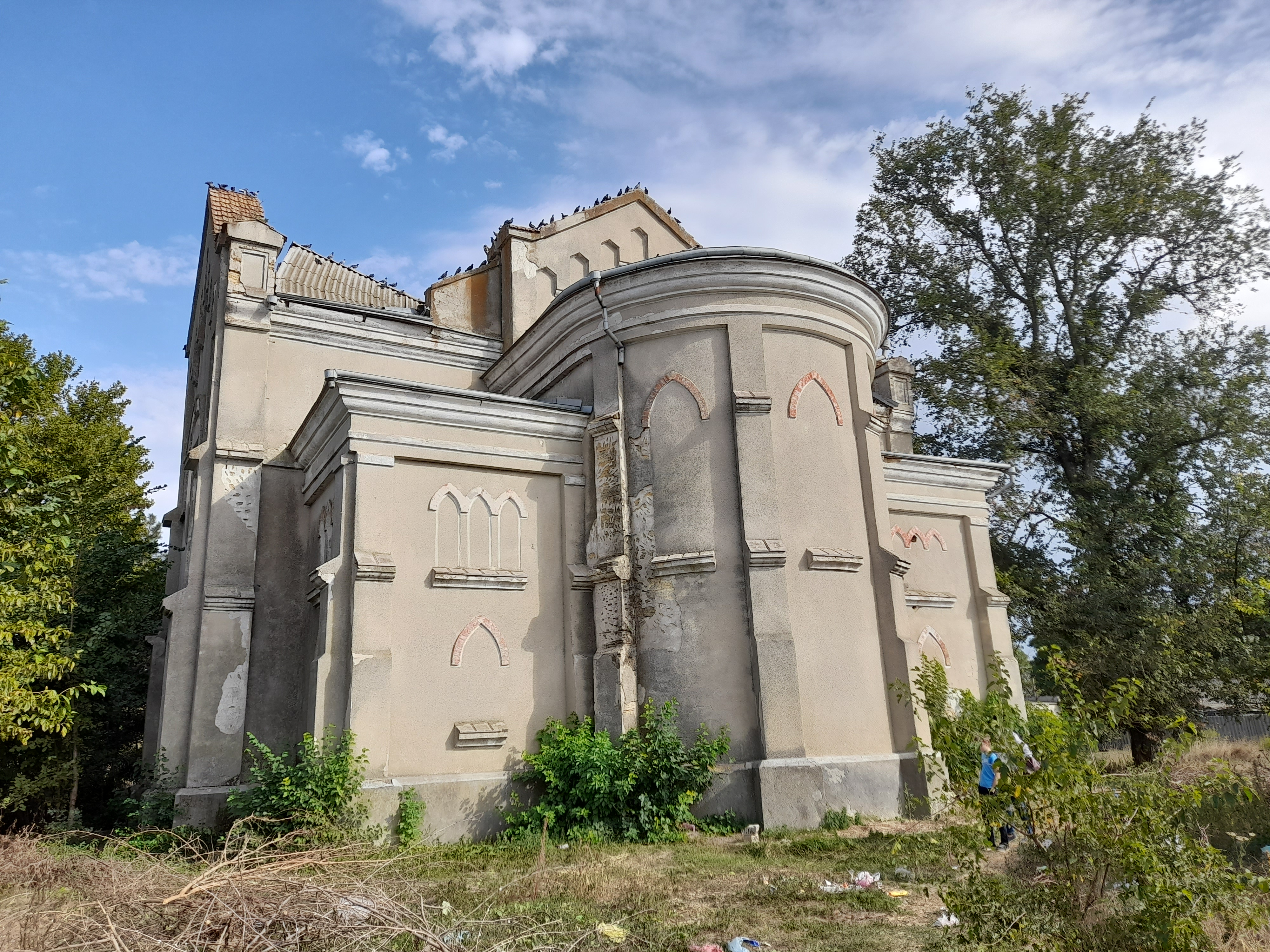
Сучасний стан Нойбурзької кірхи

У 1903—1904 роках у Володимирівці побудували лютеранську кірху в популярному на той час стилі англо-німецької неоготики XIV—XV ст. Община була філіалом лютеранського приходу Гросс-Лібенталя. Архітектором був житель села Х. Бейтельсбахер.
7 (20) листопада 1917 року, відповідно до Третього Універсалу Української Центральної Ради, увійшло до складу Української Народної Республіки. 
15 липня 2005 року прийнято рішення Дальницької сільської ради провулок Християни Бейтельсбахер у перейменувати на провулок Перемоги. Перейменування визнали скандальним, суперечливим  і неприйнятним. 

## Політика

### Парламентські вибори, 2019
На позачергових парламентських виборах 2019 року у селі функціонувала окрема виборча дільниця № 510699, розташована у приміщенні школи.
Результати
- зареєстрований 1501 виборець, явка 43,10%, найбільше голосів віддано за «Слугу народу» — 59,35%, за «Опозиційну платформу — За життя» — 16,67%, за «Опозиційний блок» — 4,52%.[7] В одномандатному окрузі найбільше голосів отримав Сергій Колебошин (Слуга народу) — 40,67%, за Василя Гуляєва (самовисування) — 25,52%, за Сергія Червачова (самовисування) — 11,48%[8].

## Населення
Згідно з переписом УРСР 1989 року чисельність наявного населення села становила 1694 особи, з яких 805 чоловіків та 889 жінок.
За переписом населення України 2001 року в селі мешкали 1864 особи.

### Мова
Розподіл населення за рідною мовою за даними перепису 2001 року:
| Мова       | Відсоток |
| ---------- | -------- |
| українська | 75,50 %  |
| російська  | 21,88 %  |
| румунська  | 0,80 %   |
| німецька   | 0,54 %   |
| болгарська | 0,32 %   |
| гагаузька  | 0,27 %   |
| білоруська | 0,16 %   |
| вірменська | 0,05 %   |
| інші       | 0,48 %   |

## Галерея

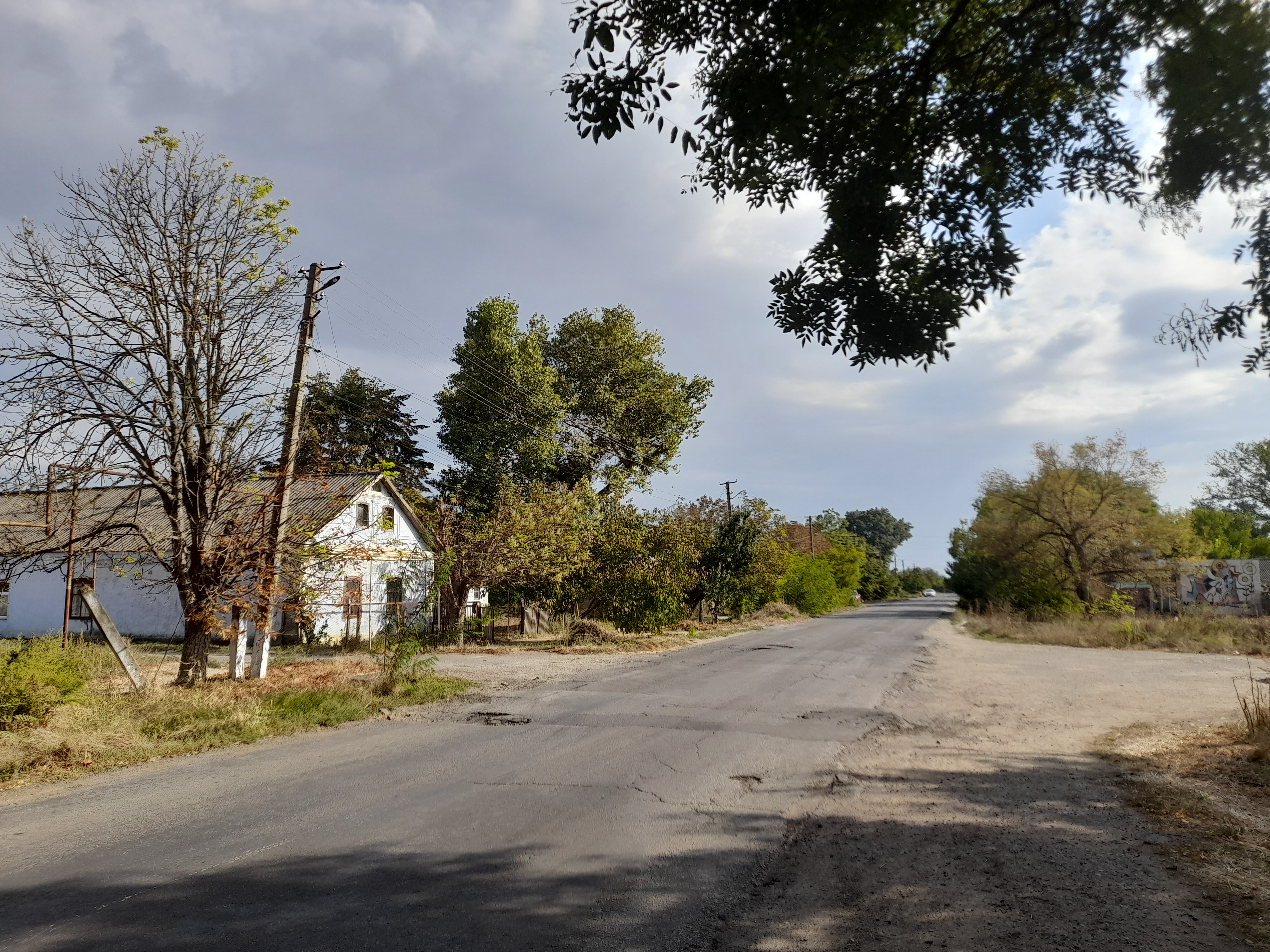
Вулиця села
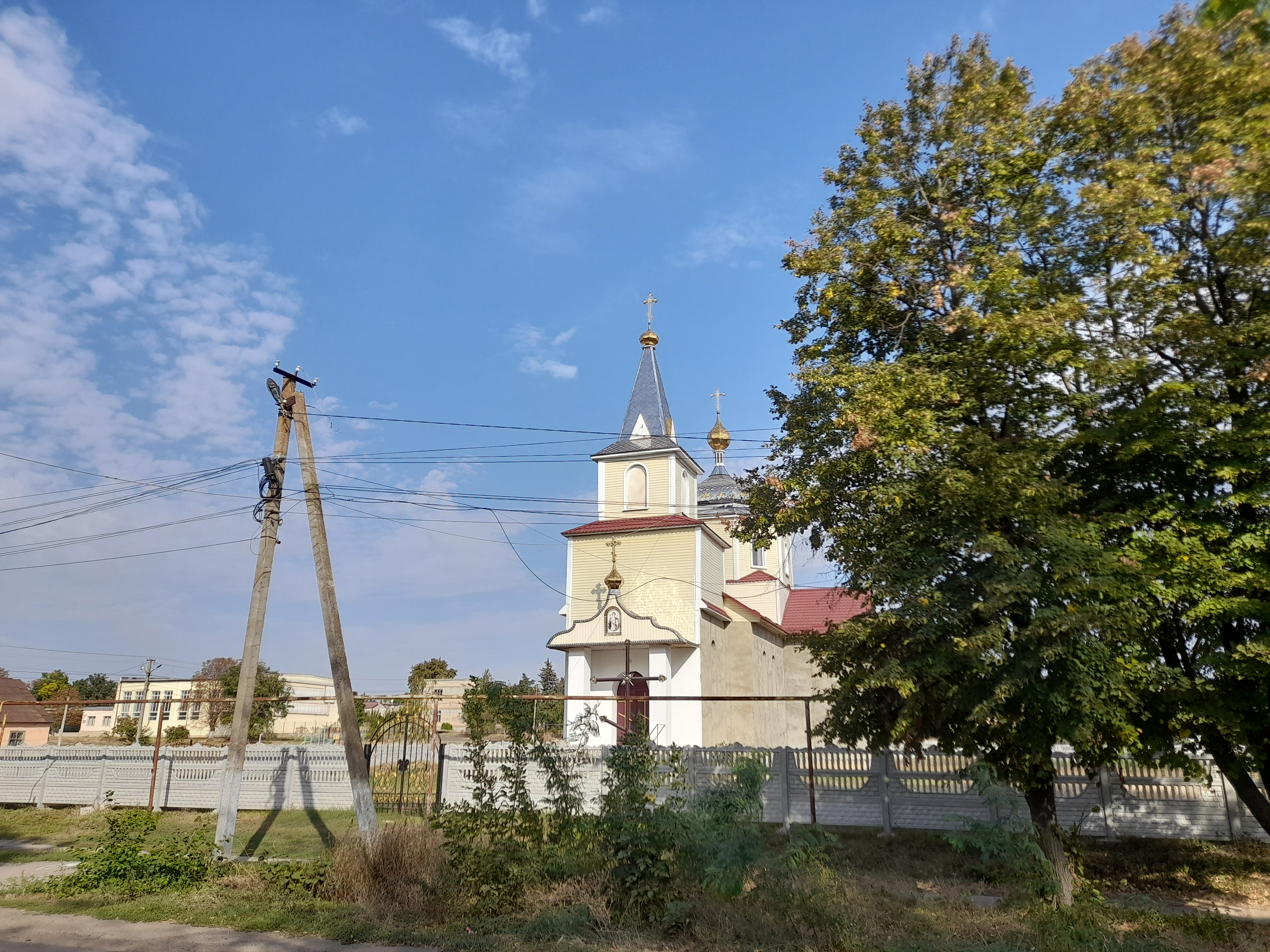
Православна церква Святого Дмитра Солунського
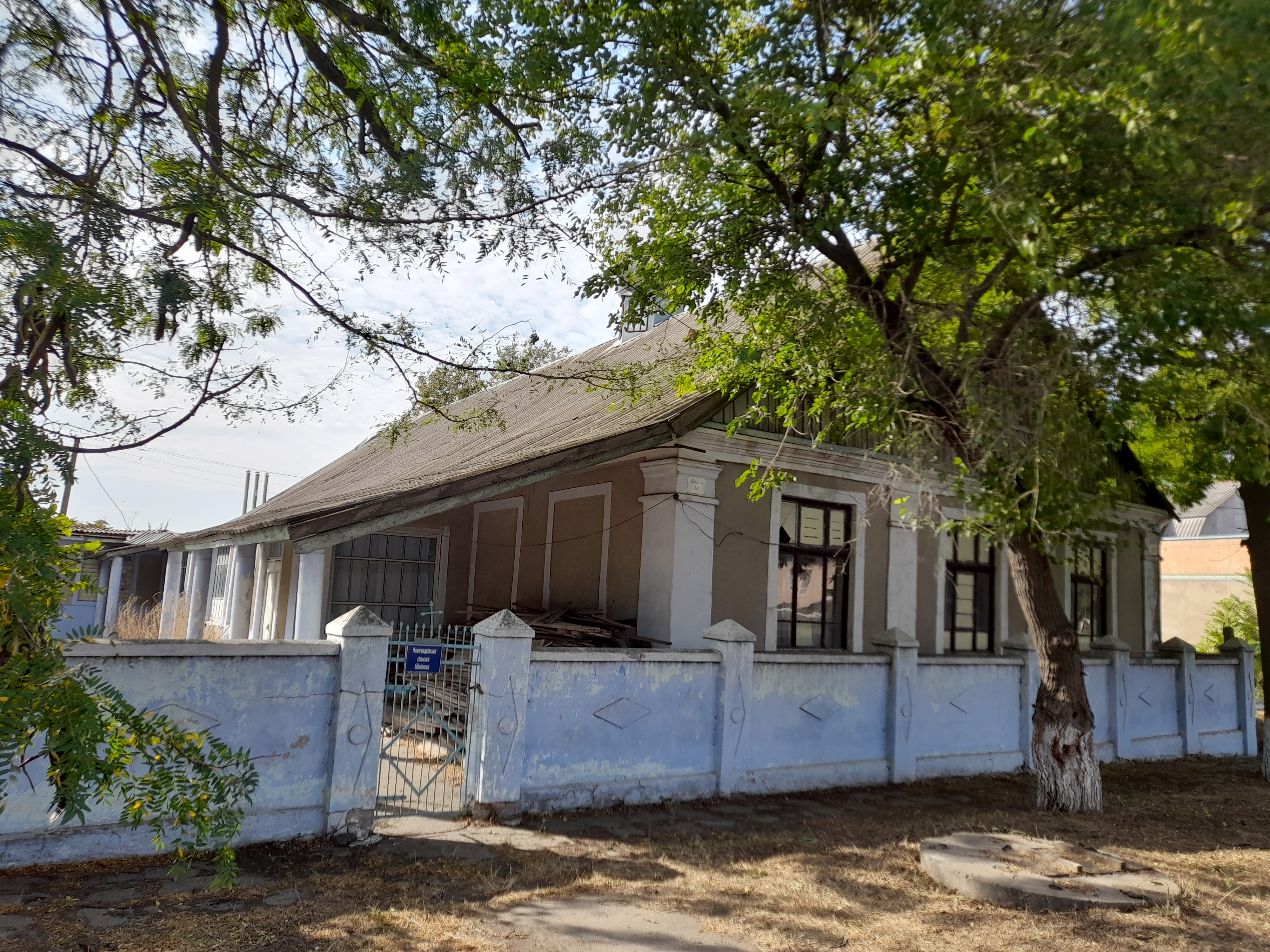
Будівля бібліотеки із діючею в ній церквою
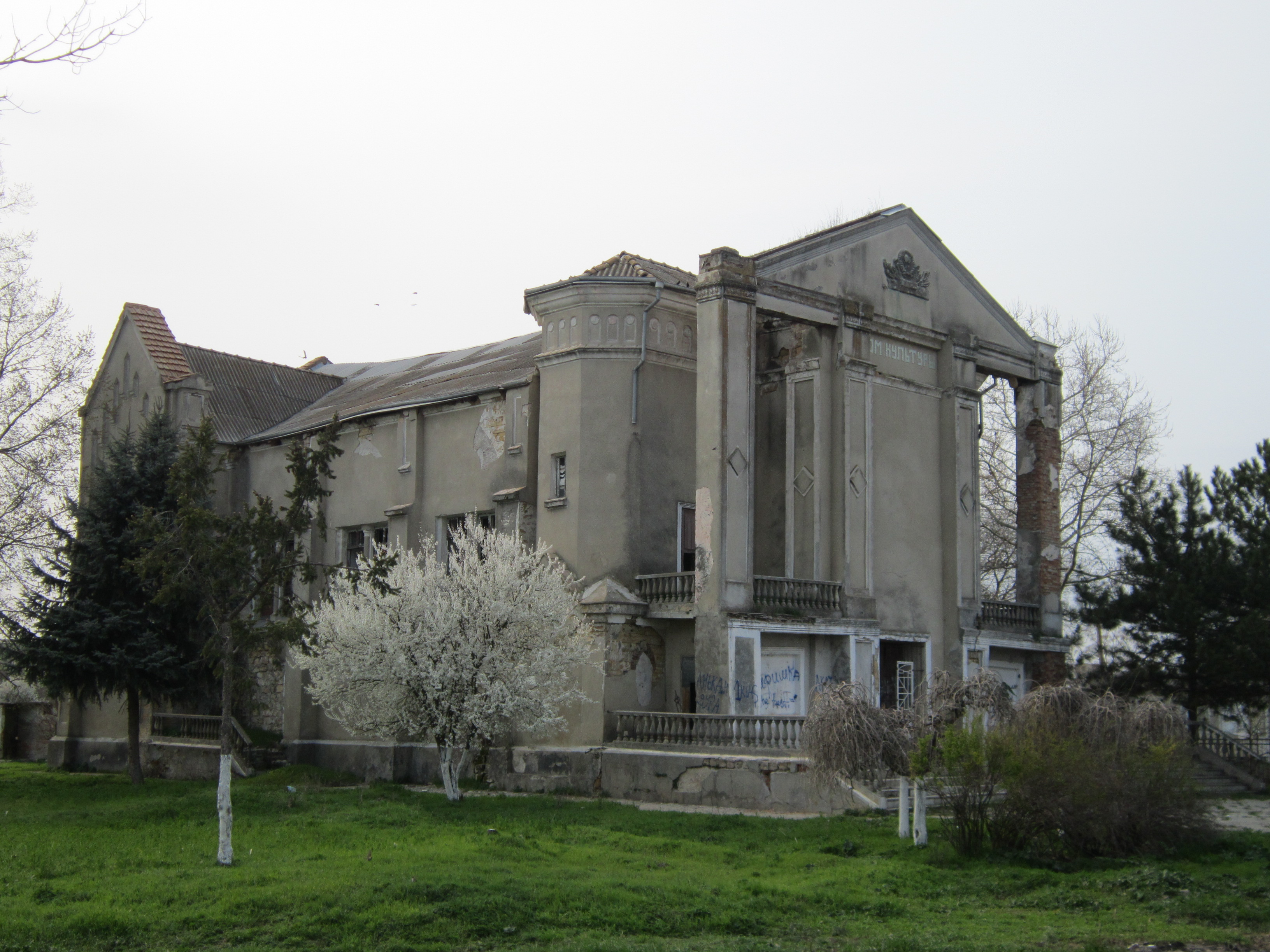
Сучасний стан Нойбурзької кірхи
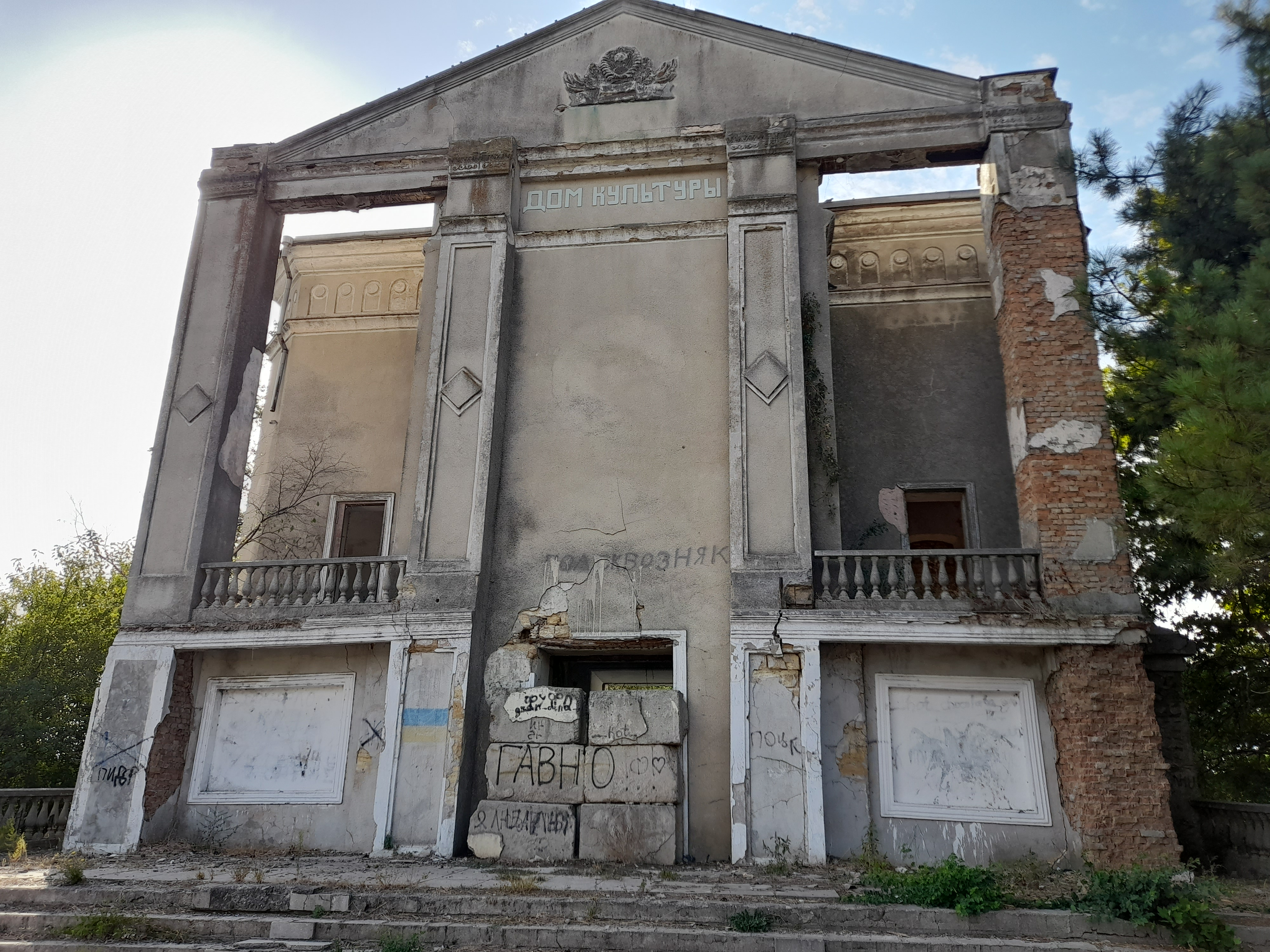
Сучасний стан Нойбурзької кірхи
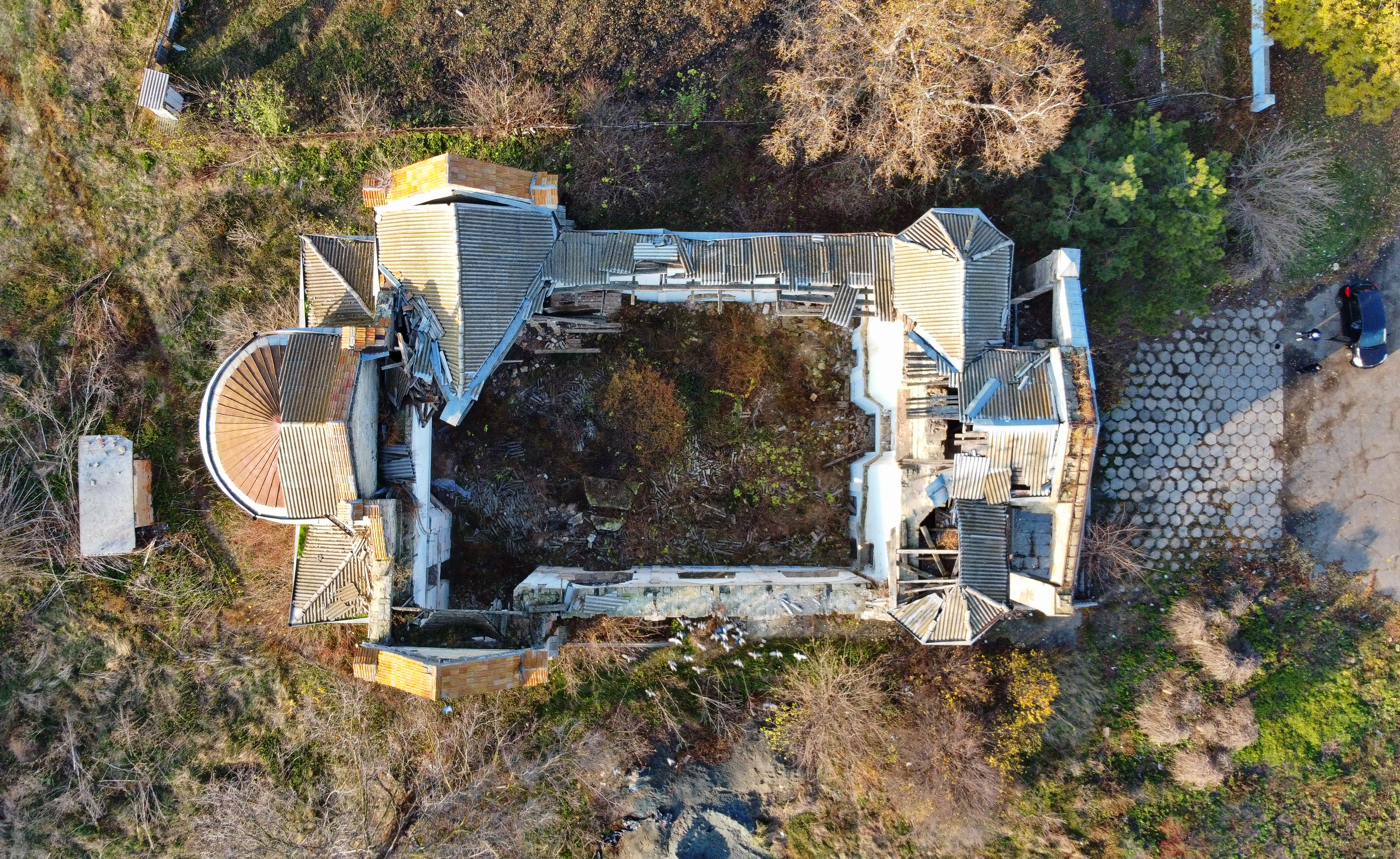
Сучасний стан Нойбурзької кірхи (аерофотографія)